# Guerra Civil na Costa Rica em 1823
A Guerra Civil na Costa Rica em 1823 (também chamada de Guerra de Ochomogo, Primeira Guerra Civil da Costa Rica ou Guerra Civil de 1823) foi o primeiro conflito bélico interno da Costa Rica após sua independência da Espanha. Dois lados se enfrentaram: os imperialistas, a favor de anexar o país ao Primeiro Império Mexicano e leais ao Imperador Iturbide (sem saber que naquela data ele havia sido deposto e o Império abolido), e os republicanos que defendiam a total independência do país. Essa guerra também ocorreu entre as províncias, uma vez que as cidades de San José e Alajuela eram republicanas enquanto as de Cartago e Heredia eram imperiais.